# Estadio Cándido González
El Estadio Cándido González, ubicado en la provincia Camagüey, Cuba, es la sede oficial del equipo de béisbol Camagüey, perteneciente a la primera división del béisbol aficionado de Cuba.
En este se han celebrado eventos de importancia internacional como son los Campeonatos Mundiales de 1971 y 1973 y el Panamericano Juvenil de 2001.

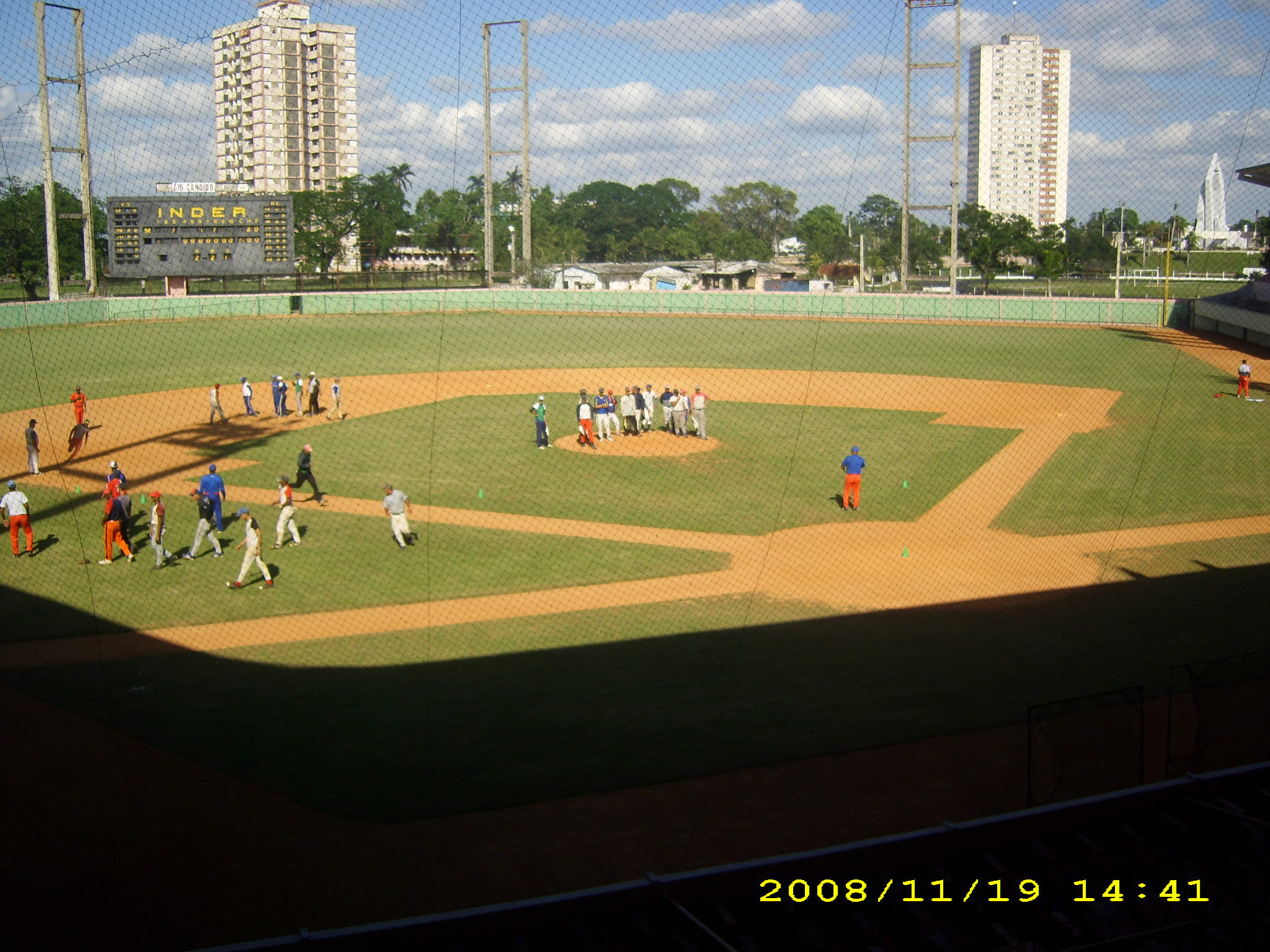
Estadio Cándido González

## Construcción
Se construyó en 1965, siendo el primero en construirse con posterioridad al triunfo de la Revolución Cubana.
Su última remodelación a finales del 2011 constituye la más completa hecha hasta el momento, dejándolo como nuevo.

## Capacidad
Tiene una capacidad total de 15000 espectadores. En los juegos de Play Off ha sobrepasado la cantidad de 15000 espectadores.

## Primer juego oficial
Se jugó por primera vez en Series Nacionales el 26 de diciembre de 1965. En este juego se enfrentaron los equipos Granjeros e Industriales, con victoria para el primero con marcador de 5 carreras a 2, con pitcheo del lanzador Gregorio Pérez.